# Чёрный рыцарь (Дэйн Уитман)
Дэйн Уитман (англ. Dane Whitman) — супергерой из комиксов издательства Marvel Comics; третий персонаж вселенной Marvel, известный под именем Чёрный рыцарь (англ. Black Knight); потомок сэра Перси из Скандии и племянник суперзлодея Нейтана Гарретта, также носивших это имя.

## История публикаций
Дэйн Уитман, созданный писателем Роем Томасом и художником Джоном Бусема, впервые появляется в The Avengers # 47 (декабрь 1967) и становится героической версией Чёрного рыцаря в следующем выпуске — The Avengers # 48 (январь 1967). Он время от времени выступал с Мстителями, пока не становится одним из их основных членов и регулярно появляется в выпусках The Avengers #254-297 (1985—1988). Так же Витман появлялся в собственной ограниченной серии Black Knight # 1-4 (июнь-сентябрь 1990), написанной Роем и Данном Томасами и нарисованной Тони ДеЗунига и Ричем Баклером.
Дэйн Уитман вместе с другими Чёрными рыцарями появился в написанном Роем Томасом и иллюстрированном Томом Грамметом и Скоттом Ханна выпуске Mystic Arcana: Black Knight (сентябрь 2007), втором из четырёх выпусках серии Mystic Arcana.

## Биография

Первое появление Дэйна Уитмана в образе Чёрного рыцаря на обложке The Avengers № 48 (январь 1968), художник Джордж Таска

Племянник злодея Чёрного рыцаря по имени Нейтан Гарретт Дэйн Уитман был вызван дядей, когда тот был смертельно ранен после боя с Железным человеком. В своих последних словах дядя признался ему в своей преступной жизни и предложил Дэйну восстановить честь наследия Чёрного рыцаря.
Сначала Дэйн надеялся использовать только его научные знания, чтобы творить добро. Тем не менее, его научные эксперименты с использованием магнетизма для поиска внеземной жизни случайно вернули на Землю Магнето и Жабу, которые считались потерянными в космосе. Магнето сразу же начал повторно формировать своё Братство, начиная с похищения Ртути и Алой ведьмы. Уитман надел костюм, взял оружие Чёрного рыцаря и стал отслеживать Магнето, но столкнулся с Мстителями, которые приняли его за его дядю. Чёрный рыцарь помог Мстителям выйти на правильный путь, но расстался с ними, раздражённый их недоверием.
Дэйн Уитман под видом своего дяди присоединяется к Повелителям Зла, команде суперзлодеев, собранной Красным Капюшоном. Он надеялся проникнуть в их ряды и попытаться связаться с Мстителями до того, как злодеи предпримут акты насилия, однако был разоблачён. Позже Чёрный рыцарь выследил Повелителей Зла и помог Мстителям победить врагов. Герои расстаются на более тёплых отношениях, однако Дэйн Уитман всё равно продолжил держаться в стороне.
Уитман отправился в Англию в надежде продать последнее наследство, оставшееся от дяди — замок Гаррета. Там он связался с духом своего предка сэра Перси и Скандии, первого Чёрного рыцаря, таким же образом, как это происходило с его дядей. Однако, в данном случае, Уитман оказался достойным чтобы вытянуть Эбеновое лезвие из ножен. С его помощью он победил демонического стража меча, а позже - Ле Сейбра, современного агента Модреда, противника сэра Перси.
Вернувшись в Америку Чёрный рыцарь через Викторию Бентли знакомится с верховным магом Доктором Стрэнджом. Они вместе сражаются против злодея Тиборо, а позже вместе с Мстителями — против огненного демона Суртура и ледяного гиганта Имира.
Чёрный рыцарь вновь встретился с Мстителями, когда те оказались пешками Канга-Завоевателя в его игре с Гроссмейстером. Чёрный Рыцарь сумел победить Канга и отправить Мстителей назад в настоящее. В благодарность Мстители предложили ему членство в команде, Дэйн согласился на резервный статус, так как в то время проживал в Англии.
С течением времени Уитман начал чувствовать проклятия Эбенового лезвия, которое делает его более жестоким и кровожадным. Когда он чуть не убил двух воров, укравших драгоценности, Чёрный рыцарь пытался покончить с проклятием, уничтожив лезвие. Поиски привели его к волшебному измерению Полемахус, но он был захвачен Арконом и Чародейкой Аморой. Чародейка предупреждает Мстителей о судьбе рыцаря через сон Алой ведьмы и убеждает Аркона сражаться с супергероями, в надежде, что они будут разгромлены. В бою Чёрный рыцарь теряет Эбеновое лезвие, думая, что оно было уничтожено. В итоге Аркон, убедившись в правоте героев, оставляет Чародейку и отправляет Уитмана и Мстителей домой.
На самом деле Эбеновое лезвие уцелело и было затеряно во времени. Оказавшись на Олимпе оно попало в руки к Аресу, который, объединившись с Чародейкой, начал атаку на Олимп. Узнавший об этом Чёрный рыцарь собрал Мстителей, герои остановили Ареса, вернули Эбеновое лезвие и поместили Чародейку под стражу. Однако Амора сбежала и попала в измерение, управляемое другой асгардианской волшебницей Касиоленой, которой служил Палач. Касиолена нападает на замок Гаррета, где в то время находились Защитники. Герои победили Касиолену, а Чародейка и Палач обратились в бегство, но Амора успела обратить Чёрного рыцаря в камень. Коня Арагорна в то время начала использовать Валькирия.
Доктор Стрэндж забирает к себе тело Уитмана в надежде когда-нибудь отменить проклятье. В конце концов ему удаётся связаться с духом Чёрного рыцаря, затерянным в безымянном измерении. Тем временем демон Дормамму устроил конкуренцию между Мстителями и Защитниками за Злой Глаз, мощный магический артефакт, единственный который мог спасти Чёрного рыцаря. Дормамму почти уничтожил вселенную прежде чем был побеждён. Злой Глаз так и не смог вернуть Чёрного рыцаря, и тот попадает в XII век в времена крестовых походов.
С помощью заклинания Мерлина во время кончины Камелота дух Уитмана вселяется в тело своего предка, Эобара Гаррингтона, также известного как Чёрный рыцарь. Уитман таким образом получает возможность отследить злодея Модреда, убившего Гаррингтона. Заклинание Мерлина также привело Защитников, которые помогли противостоять Модреду, его союзникам и армии. В конечном счете Уитман решил остаться в прошлом, сражаясь в крестовых походах от имени короля Ричарда, а Защитники вернулись домой.
После крестовых походов к Чёрному рыцарю присоединился Верховный друид Авалона Амергин, защищающий области Авалона от нападения Фоморов, родовых врагов английский богов, которые хотели бы использовать Авалон для вторжения в Землю. По предложению Уитмана Амергин использовал своего современного потомка Доктора Друида чтобы вызвать помощь Мстителей. Они надеялись использовать Злой Глаз, чтобы поглотить энергию, достаточную чтобы закрыть портал между Землей и Авалоном. Чёрный рыцарь был вынужден использовать Глаз, разрушая при этом своё тело. Доктор Друид вернул Мстителей на современную Земле и, используя свои последние силы, восстановил каменное тело Дэйна Витмана, превратив его обратно в живого человека. Так же у Уитмана появился новый крылатый конь Валинор.
Чёрный рыцарь стал пытаться адаптироваться в современной жизни, хотя многое изменилось в его отсутствие. Виктория Бентли стала смотрительнице замка Гаррета, приобретённого ей в годы, когда Дэйн участвовал в крестовых походах, чтобы предотвратить захват британским правительством имущества за неуплату налогов. Также Уитман принял под своё крыло молодого ирландского сироту Шона Долана, став его опекуном и наставником. Однако с течением времени Уитман начал испытывать безумие и кровожадность. Доктор Стрэндж выяснил, что Эбеновое лезвие было проклято для его первоначального владельца, сэра Перси из Скандии, чтобы тот проливал кровь, когда владел клинком. Доктор Стрэндж установил контакт и обратился к духу сэра Перси, чтобы тот находился в лезвии, и таким образом удалил проклятие. В этот период Валинор утратил свои крылья и Уитман перестал им пользоваться.
Чёрный рыцарь вернулся в Америку, где снова стал активным участником. Его новым транспортным средством стал механический «Атомный конь». Когда член Мстителей девушка-амфибия Маррина подверглась трансформации в огромное морское чудовище, напоминающее мифического Левиафана, и начала топить корабли и разрушать подводный мир Атлантиды, Мстители начали охоту на неё, но муж Маррины Нэмор, взял у Уитмана Эбеновое лезвие и пронзил им жену. Уитман сразу почувствовал эффект проклятия крови на лезвии, чьё влияние медленно превращало его в живое продолжение клинка. Таким образом, он стал разрезать людей и предметы, которых касался, и постепенно ему становилось всё труднее двигаться.
Чёрный рыцарь был вынужден покинуть Мстителей в компании своего товарища по команде Тора, который надеялся найти лекарство от состояния Уитмана в области Асгарда. Однако, в то время Асгард оказался втянутым в борьбу с египетским богом смерти Сетом и его армией. В конечном счёте, Тор использовал проклятье Чёрного рыцаря, чтобы убить Сета. Потом Тор вернул тело рыцаря обратно на Землю, отдав его на попечение Доктору Стрэнджу. Дэйн Витман был восстановлен благодаря совместным усилиям мага, его друзей Виктории Бентли и Шона Долана и духа сэра Перси.
Вскоре Чёрный рыцарь вернулся к Мстителям, оставив Эбеновое лезвие, поменяв его на высокотехнологичный лазерный меч. Уитман стал одним из самых видных членов команды, и даже выступал в качестве неофициального полевого лидера. Он стал более безжалостным чем раньше, что отразилось в желании убить инопланетное создание по имени Высший Разум за его роль в разжигании войны между Крии и Скруллами. Со временем он стал пренебрегать своим оруженосцем Шоном Доланом и Викторией Бентли.
Шон Долан позже использовал Эбеновое лезвие, став одержимым им и превратившись в демоническую сущность по имени Кровавый призрак, убив Викторию Бентли и украв коня Валинора. Уитман победил Кровавого призрака, но Долан бежал, став одним из самых ожесточенных врагов Уитмана.
Чёрный рыцарь вскоре оказался в любовном треугольнике между двух своих товарищей по команде, представительницей расы Нелюдей Кристалл и представительницей расы Вечных Серси. Дэйн был влюблен в Кристалл, бывшую жену Ртути, но также сильно притягивался к психически неуравновешенной Серси, которая была безумно влюблена в него и заставляла Дэйна мысленно связываться с ней. Когда Ртуть вернулся в команду и, казалось, готов был помириться с Кристалл, Витман бескорыстно отказался от своего чувства к ней. Примерно в то же время, Мстители были атакованы Проктором, версией Уитмана из другого измерения, который был полон решимости убить Серси в отместку за то, что её версия в его реальности сделала с ним. Чёрный рыцарь помог победить Проктора и смирился с изгнанием Серси в другое измерение, так как и её растущая психическая нестабильность сделала её слишком опасной, чтобы оставаться на Земле.
Во время своих приключений в других измерениях Серси восстановила свою эмоциональную устойчивость и Дэйн провел некоторое время с командой под названием Ультрасила, даже став её лидером. Он и Серси в конце концов решили вернуться в свой мир, хотя и сумели это сделать после случайной поездки во времена крестовых походов, в ходе которой Уитман заработал дружбы и вражду Беннета дю Парижа, одержимого жаждой власти рыцаря, который выжил в современном мире в виде мутанта-террориста Исхода, лидер Служителей. По возвращении в современный мир Дэйн и Серси расстались. Мстители были временно распущены в то время, когда Чёрный рыцарь нашёл новый дом и новую работу в Oracle Incorporated, присоединившись к новой команде Героев по Найму. Примерно в то же время Дэйн связался с Владычицей Озера, которая сообщила ему, что ему суждено стать чемпионом Авалона, мистической кельтской области. Владычица Озера дала рыцарю нового волшебного крылатого коня по имени Страйдер и мистическое оружие для битвы со злом во имя Авалона.
Чёрный рыцарь продолжал битву со злом в составе Героев по Найму и в качестве неактивного члена Мстителей, пока Герои по Найму не были расформированы. В одной из миссий они столкнулись на горе Вундагоре с гуманоидными животными, созданными Высшим Эволюционером. Чёрный рыцарь предпочёл остаться на Вундагоре и вести этих «Новых людей», как рыцарей Вундагоры.
Позже Уитман отделился от Новых людей для того, чтобы присоединиться к своим коллегам Мстителям в различных приключениях. Одно из таких приключений привели Чёрного рыцарь в страну Слорению, где бушевал Кровавый призрак. Рыцарь надеялся остаться в Слорении и, наконец, победить Кровавого призрака, но он вернулся к Мстителям во время войны против Канга, которому почти удалось захватить Землю, после боя с Кангом Чёрный рыцарь снова расстался с Мстителями.
Позже Чёрный рыцарь присоединился к МИ-13 во время Секретного вторжения. Он думал, что был вооружен Эбеновым лезвием, но позже выяснилось, что это была подделка, созданная Дракулой, обладающая интеллектом и питающаяся кровью. Было показано, что у Уитмана буквально было каменное сердце, подаренное ему Серси, чтобы охранять его. Дэйн сражался со Скруллами в Лондоне, где у него завязались романтически отношения с медиком Фаизой Хуссейн, которую после войны со Скруллами сделал своим оруженосцем. Вместе они отправляются в Ваканду, чтобы забрать у королевы Ороро настоящее Эбеновое лезвие, но Уитман по-прежнему хранит у себя подделку Дракулы.

## Силы и способности
Дэйн Уитман является квалифицированным бойцом без оружия, великолепным фехтовальщиком и наездником. Хотя он специализируется в области физики, но также владеет широким спектром знаний в других передовых науках и технологиях, в том числе в генетике и машиностроении. Дэйн Уитман имеет сильные стратегические и тактические навыки.

## Оружие и снаряжение
Когда Дэйн Уитман касается своего мистического кулона и призывает имя Авалона, он вызывает своё рыцарское снаряжение и коня. Доспехи и оружие являются очень легкими, но при этом сверхъестественно прочными. Его Щит Ночи не только защищает его от большинства атак, но также поглощает энергию, направленную против него. Он может затем выпустить этот запас энергии в виде мощных взрывов из своего Меча Света.
Так же в разное время Дэйн Уитман владел различным оружием, в том числе легендарным Эбеновым лезвием, силовым копьём и лазерным мечом.

### Эбеновое лезвие
Эбеновое лезвие, созданное волшебником Мерлином, представляет собой нерушимый заколдованный меч, выкованный с помощью магии из метеорита, который упал на Землю в средние века. Оно может прорезать любое вещество за исключением адамантия, а также отражать энергию и проникнуть через энергетические поля, в том числе созданные мистическими силами. Его владелец может также транспортировать лезвие к себе через магическую связь. Эбеновое лезвие было зачаровано «проклятием крови», так что, если его обладатель будет использовать лезвие для недостойных убийств, он будет вынужден использовать меч, чтобы проливать чрезвычайно много крови. После того, как Уитман посчитал, что проклятие никогда не будет снято и перестал использовать это оружие, его бывший ученик Шон Долан под влиянием лезвия стал убийственным Кровавым призраком.

### Силовое копьё
Оригинальным оружием Уитмана было его силовое копьё, устройство созданное на основе проектов его дяди. Это копьё оснащено различным скрытым оружием, в том числе проектором тепловых и силовых лучей и устройством для выпуска газа в целях отвлечения противников. Уитман очень редко использовал копье после того, как стал владеть различными мечами.

### Лазерный меч
Лазерный меч, известный также как нейтронный меч или фотонный меч, это портативное устройство, которое генерирует «клинки» света, это лезвие может быть скорректировано с различными настройками, в том числе проникающим лазером, который может прорезать почти любое вещество и нематериальный энергетический столб, а также может нарушить нервную систему жертвы, не причиняя ей физических повреждений.

## Транспорт
В разное время Дэйн Уитман ездил на различных конях: Арагорне, Валиноре, атомном коне и Страйдере.

### Арагорн
Арагорн это конь, которому Дэйн дал крылья и способность летать с помощью технологии генной инженерии, созданной его преступным дядей. При первой поездке Дэйна во времени в эпоху крестовых походов, он был разделён с Арагорном, и конь был взят Валькирией Брунгильдой и остался под её стражей с благословения Дэйна.

### Валинор
Во время пребывания в двенадцатом веке, Дэйн завладел крылатым конём по имени Валинор. Но позже Валинор был украден Кровавым призраком.

### Атомный конь
В течение некоторого времени, Дэйн использовал атомного коня, один из механических летательных аппаратов рыцарей Высшего Эволюционера из Вандагоры. С тех пор он отказался от него, хотя и оставил его на хранение в Особняке Мстителей, где он был использован Мечником.

### Страйдер
Крылатый конь Страйдер был получен Дэйном от Владычицы Озера с условием того, что он снова станет Чёрным рыцарем. Страйдер может летать на больших скоростях и даже способен путешествовать под водой. Дэйн, пока сидит верхом, приобретает способность дышать независимо от окружающий его среды.

## Альтернативные версии

### Зомби Marvel
Во вселенной Marvel Zombies Дэйн Уитман становится одним из десятков зомби, которые осадили замок Доктора Дума.

### Проктор
Проктор — версия Дэйна Уитмана на Земле-374. Он является лидером «Собирателей», группы, которую он создает в результате того, что в этой вселенной Серси отвергает его. Целью создания команды является убийство ради мести всех версий Серси по мультивселенной Marvel. Его миссия приводит его к Земле Мстителей, где он пытается завоевать любовь Магдалины и проникнуть к Мстителям. В конце своей конфронтации с Мстителями он пронзает себя Эбеновым лезвием, но умудряется спастись.

## Вне комиксов

### Киновселенная Marvel
- Кит Харингтон сыграл Дэйна Уитмана в фильме «Вечные» (2021), входящего в кинематографическую вселенную Marvel. Эта версия персонажа является профессором истории в Лондонском музее естественной истории и встречается с Вечной Серси. В сцене после титров фильма Дэйн открывает сундук с эбеновым клинком, когда некий человек (раскрыто, что это Блэйд) спрашивает Дэйна, готов ли тот.

### Мультсериалы
- Дэйн Уитман появляется в качестве камео в серии «Вторжение Канга» мультсериала «Мстители: Величайшие герои Земли», где защищает Лондон от захватчиков Канга.

### Видеоигры
- Чёрный рыцарь является игровым персонажем в игре «Avengers in Galactic Storm».